# North American Boxing Federation
Die North American Boxing Federation (NABF) ist eine 1969 vom Weltverband WBC gegründete, regionale Organisation im Profiboxen, die den Titel des „Nordamerikanischen Meisters“ vergibt. Sie ist mit der WBC assoziiert, so dass amtierende NABF-Champions oft in der WBC-Rangliste auf vorderen Plätzen zu finden sind und als Pflichtherausforderer für den Weltmeistertitel der WBC geführt werden.
Der erste Kampf der NABF wurde am 6. Dezember 1969 in Las Vegas, im Schwergewicht zwischen Leotis Martin und Sonny Liston ausgetragen. Leotis Martin gewann den Kampf durch K. o. in Runde 9 und wurde somit zum ersten NABF-Champion. 1970 wurden erste Titelkämpfe im Mittelgewicht, Leichtgewicht, Federgewicht und Bantamgewicht ausgetragen, 1971 folgten das Halbschwer-, Halbmittel-, Welter- und Superfedergewicht. 1973 kam das Fliegengewicht und 1976 das Halbweltergewicht hinzu. In den folgenden Jahren wurden Titelkämpfe auch auf das Superbantamgewicht (1977), Cruiser- und Halbfliegengewicht (1979), sowie das Supermittelgewicht (1988) ausgeweitet. Erst 1990 kam das Superfliegengewicht und 1998 schließlich das schwach besetzte Strohgewicht hinzu, womit die NABF aktuell Titelkämpfe in allen Gewichtsklassen des Profiboxsports austrägt.
Zu den bekanntesten Titelträgern gehörten Muhammad Ali, George Foreman, Wladimir Klitschko, Thomas Hearns, Sugar Ray Leonard, Yuriorkis Gamboa und Erik Morales.